# کیاوش صاحب‌نسق
کیاوش صاحب‌نسق (زادهٔ ۱۸ آذر ۱۳۴۷) موسیقی‌دان، آهنگساز، نوازندهٔ پیانو و پژوهشگر موسیقی اهل ایران است.

## زندگی‌نامه
کیاوش صاحب‌نسق، ۱۸ آذر ۱۳۴۷ در تهران متولد شد. از ۹ سالگی به فراگیری موسیقی پرداخت و نواختن ساز پیانو را نزد هنرمندانی همچون «آشکن هارطونیان»، «رضایی»، «شهسا»، فرمان بهبود و فریدون ناصحی آموخت. پس از آن، تئوری موسیقی و سلفژ را نزد شریف لطفی فراگرفت. او دوره‌های هارمونی مقدماتی، هارمونی پیشرفته و کنترپوان را نزد مهران روحانی و محمدرضا درویشی گذراند و به کلاس‌های هارمونیِ علیرضا مشایخی راه یافت. صاحب‌نسق هم‌زمان به فراگیریِ موسیقی ایرانی پرداخت و نزد مسعود شعاری و مدتی کوتاه، نزد حسین علیزاده، با نواختن سه‌تار و ردیف موسیقی ایران آشنا شد.
او نخستین تجربه‌های آهنگسازی خود را با ساخت قطعاتی برای پیانو و همچنین بداهه‌نوازی بر روی این ساز آغاز کرد. پس از آن به عنوان آهنگساز با صدا و سیما به همکاری پرداخت. وی در سال ۱۳۷۱ به اتریش سفر کرد و تحصیلات موسیقی خود را در دانشگاه موسیقی شهر گراتس، در رشتهٔ تئوری موسیقی و آهنگسازی، تحت نظر «به‌آت فورِر» دنبال کرد. کیاوش صاحب‌نسق همزمان با تحصیل، در زمینهٔ موسیقی کامپیوتر و الکترونیک نیز آثاری را تجربه کرد. او همچنین به تحقیق دربارهٔ ارتباط خطوط استخراج شده از نسبت‌های طلایی و ردیف موسیقی ایران پرداخت و مقاله‌هایی را در زمینهٔ موسیقی میکروتونال ترجمه کرد. وی تحقیقاتی را نیز در حیطهٔ ثبت دقیق‌ترِ ردیف موسیقی و موسیقی نواحی ایران و همچنین بررسی امکانِ ایجاد چندصدایی در این موسیقی، انجام داد. صاحب‌نسق در زمان اقامت خود در اتریش، قطعاتی را در چهارچوب انجمن موسیقی مدرن، در شهر گراتس و کشور اسلوانی به اجرا گذاشت و از آهنگسازان ایرانی برای ارائه و اجرای آثارشان در اتریش دعوت کرد.
صاحب‌نسق در سال ۱۳۸۱ از دانشگاه موسیقی و هنرهای دراماتیک گراتسِ اتریش در رشتهٔ آهنگسازی و تئوری موسیقی فارغ‌التحصیل شد. او پس از آن، در سال ۱۳۸۲ برندهٔ بورسیه آهنگسازی شد و پس از اخذ مدرک دکترا از مؤسسهٔ موسیقی الکترونیک و آکوستیک گراتس، در رشتهٔ موسیقی الکترونیک و اتنوموزیکولوژی، در سال ۱۳۸۴ به ایران بازگشت. عنوان رسالهٔ دکترای او «میکروتونالیته در موسیقی ایران و بررسی نظریات مختلف در باب اندازه‌گیری فواصل در موسیقی ردیف» بود که در دانشگاه موسیقی گراتس انستیتو الکترونیک، انستیتو اتنوموزیکولوژی با همکاری دانشگاه موتزارتیوم سالزبورگ، ارائه شد.
کیاوش صاحب‌نسق پس از بازگشت به ایران، فعالیت‌های موسیقی خود را ادامه داد و در همین سال به عنوان دبیر جشنوارهٔ موسیقی «آهنگسازان معاصر ایران» در بنیاد آفرینش‌های هنری نیاوران به فعالیت پرداخت. او در سال ۱۳۹۱، ارکستر مجلسی «نوفه» را پایه‌گذاری کرد و در همان سال نخستین کنسرت این گروه را در تالار رودکی تهران، رهبری کرد.
وی ضمن تدریس در دانشگاه و هنرستان موسیقی، آهنگسازی فیلم را نیز تجربه کرد و آثار موسیقی خود را به انتشار رساند. صاحب‌نسق در سال ۱۳۹۹ به عضویت شورای ارکستر سمفونیک تهران منصوب شد. وحید تاج، حیدر کاکی و مسعود سخاوت‌دوست از جمله شاگردان کیاوش صاحب‌نسق بوده‌اند.

## فعالیت‌های هنری
از جمله فعالیت‌های هنری کیاوش صاحب‌نسق می‌توان به موارد زیر اشاره کرد:
پایه‌گذاری «انجمن نوای ایران» در اتریش با هدف معرفی موسیقی ایران، پایه‌گذاری انجمن و ارکستر «رود زمان» به همراه «ادو میچیچ» و «کلمنس فروشتوک» به منظور اجرای قطعات موسیقی مدرن، برگزاری کنسرت «نوای ایران» در سال ۲۰۰۲ برای کوارتت زهی آثار آهنگسازان ایران، حضور در فستیوال بین‌المللی موسیقی مدرن اتریش (Musik Protokoll) در سال ۲۰۰۰ با قطعهٔ «لحظهٔ منجمد شده»، حضور در فستیوال بین‌المللی موسیقی مدرن اتریش (Hoergaenge) در سال ۲۰۰۲ با قطعهٔ «Memento»، عضویت در شورای نویسندگان مجلهٔ فرهنگ و آهنگ، عضویت در هیئت داوران آهنگسازی جشنواره موسیقی فجر، عضویت در هیئت داوران جشنوارهٔ موسیقی صبا، عضویت در شورای آهنگسازان فستیوال «موسیقی فردا»، عضویت در هیئت داوران جشنوارهٔ «نوشتارها و وب سایت‌های موسیقی در اینترنت»، عضویت در شورای ارکستر سمفونیک تهران، عضویت در شورای مرکزی نظارت بر آموزشگاه‌های آزاد موسیقی، دبیر هنری و اجرایی سامان‌دهی کتابخانهٔ بنیاد رودکی، تأسیس مدرسهٔ موسیقی رنگآهنگ، تدریس در هنرستان موسیقی دختران تهران، تدریس در دانشکدهٔ هنرهای زیبای دانشگاه تهران، تدریس در دانشکدهٔ موسیقی دانشگاه هنر تهران، تدریس در دانشگاه سوره

## آثار هنری
از جمله آثار موسیقی کیاوش صاحب‌نسق می‌توان به موارد زیر اشاره کرد:

### آلبوم موسیقی
- لحظه‌ها، قطعاتی برای پیانو، نشر هرمس، ۱۳۸۳[۳۴]
- لالایی زیر آوار، موسیقی برای ارکستر و کامپیوتر، نشر کارگاه موسیقی، ۱۳۷۸[۳]
- … و اینجا در سکوت، بداهه نوازی‌های پیانو، نشر کارگاه موسیقی، ۱۳۷۸[۳۵]
- زرمان، سه قطعه برای ارکستر و سه قطعه برای سولو، مجموعهٔ ۲ سی‌دی، نشر آوای باربد، ۱۳۸۸[۳۶][۳۷]
- ورن، قطعاتی برای ارکستر آکوستیک و الکترو آکوستیک، باصدای احمد شاملو، نشر آوا خورشید، ۱۳۹۱[۳۸][۳۹]
- پیانوی همراه، (دی‌وی‌دی صوتی و تصویری) بداهه نوازی برای پیانو و آیفون، نشر آوا خورشید، ۱۳۹۳[۴۰][۴۱]
- چهل رباعی تا خرقان، با شعر و صدای امیر حسین الهیاری، ۱۳۹۶[۴۲]

### برخی قطعه‌ها
- «memento Ia» برای ۱۲ نوازنده، اجرا توسط آنسامبل «Klangforum Wien» اتریش[۱۷]
- «در جدال با خاموشی» برای گوینده و ارکستر، با صدا و شعر احمد شاملو[۴۳]
- «در آستانه» برای گوینده و ارکستر، با صدا و شعر احمد شاملو[۴۳]
- «حصار» برای ساکسوفون و ارکستر، با نوازندگی کلمنس فروشتوک، به رهبری: ادو میچیچ، ۱۳۸۲[۳۵]
- «کوارتت ورن»، اجرا شده توسط «کوارتت باربد» در نیویورک آمریکا، تیر ۱۳۸۳[۳۱]
- «کنسرتو سه‌تار» با نوازندگی سه‌تار مسعود شعاری به همراه ارکستر «نیوآنسامبل پاریس»، فرانسه، ۱۳۸۶[۴۴]
- «دًژاوو» (آشناپنداری) برای ابواس، با نوازندگی مارکوس دویتر[۴۵]
- «اوهام» برای ۲۰ نوازنده، به رهبری ادو میچیچ[۳۱]
- «ده ۱+۹#»، اجرا شده توسط ارکستر «رود زمان» به رهبری ادو میچیچ[۴۶]
- «کîوî»، با نوازندگی سه‌تار مسعود شعاری به همراه ارکستر نو آمستردام[۴۷]
- «ندانستگی» یا «آگنوزی» به سفارش انجمن فلوت ایران برای بخش کنکور فلوت[۴۸]
- «زوال عقل» قطعه برای کوارتت مخلوط[۴۹]
- «واریاسیون روی تم آشنا»[۵۰]
- «آبایی» (از آلبوم ابرها)[۵۱]
- «سماع» (از آلبوم ابرها)[۵۲]
- پروژهٔ موسیقایی ادبی «رستم و سهراب با خوانش و تحلیل محمود دولت‌آبادی، همراه با اجرای «کهن سازگان ایران» (متشکل از ۲۰ ساز کهن ایرانی)[۵۳][۵۴]

### موسیقی فیلم، نقاشی متحرک و ویدئو آرت
- فیلم کوتاه خاطرات عکاس پیر[۵۵]
- آواز قناری (مرگ کلاغ)[۶]
- فضای خارجی (Outer Space) ساختهٔ پتر چرکاسکی[۵۶]
- «آرم تریلر» فستیوال بین‌المللی فیلم ۹۹ در وین[۵۶]
- چهره تو در نگاه من، به کارگردانی سیمین کرامتی[۵۷]
- آهنگر خانه بهروز، به کارگردانی فرشاد فداییان، ۱۳۸۳[۵۷]
- کهنه نو می‌شود، به کارگردانی فرشاد فداییان، ۱۳۸۷[۵۷]
- موزهٔ هنرهای معاصر، به کارگردانی بهمن کیارستمی، ۱۳۸۷[۵۷]
- انگشتان پای چپ، به کارگردانی فرشاد فداییان، ۱۳۸۵[۵۸]
- انارکوچک کویر، (مستند) به کارگردانی مریم سپهری، ۱۳۸۶[۵۹]
- کهنه نو می‌شود، به کارگردانی فرشاد فداییان، ۱۳۸۷[۵۷]
- زار خاک (فیلم سینمایی مستند)، به کارگردانی رضا توفیق‌جو، ۱۳۹۳[۶۰]
- این بامداد خسته (مستند زندگی احمد شاملو)، به کارگردانی فرشاد فداییان، ۱۳۹۴[۶۱]
- کهن‌سازگان، (مستند) به کارگردانی حامد احمدی، ۱۳۹۴[۶۲]
- زنبورک در گام مینور (مستند زندگی حمید نفیسی) به کارگردانی مریم سپهری، ۱۳۹۶[۶۳]
- روی خط صفر، به کارگردانی مهرداد غفارزاده، ۱۳۹۸[۶۴]
- آخرین نفس‌ها، به کارگردانی فراز فداییان، ۱۳۹۹[۶۵]
- اتودهای قرنطینگی، به کارگردانی فراز فداییان، ۱۳۹۹[۶۶]

### مولتی مدیا
- پروژه مولتی مدیا «سعیده»، یک مونولوگ بر اساس بریده‌ای ۲۱ دقیقه‌ای از مستند سعیده به کارگردانی فرشاد فداییان[۳۱]
- موسیقی غرفه ایران در نمایشگاه جهانی اکسپو ۲۰۰۰ در آلمان[۵۶]
- «لحظهٔ منجمد شده»، مولتی مدیا برای سه‌تار، ساکسوفون، ترومپت، کنترباس، پرکاشن، الکترونیک و هفت مونیتور، سالن لیست گراتس، ۲۰۰۱[۶۷]
- «پژواک سکوت»، چیدمان صوتی برای ۱۶ ستون، میدان اکسپو هانور، ۱۳۸۹[۵۷]
- «دکه»، چیدمان صوتی با دخالت مخاطب، بداهه نوازان زروان، گالری ایست، مهر ۱۳۹۱[۵۷]

### ترجمه
- تینا و ارکستر، کتاب و سی‌دی برای آشنایی کودکان و نوجوانان با سازهای ارکستر کلاسیک اروپایی، نشر آوای باربد، ۱۳۹۱[۷]

### شعر
- هیج هیج از کوچه برنمی‌تابد، نشر نخبگان، ۱۳۹۴[۶۸]

## جوایز
- برندهٔ جایزه موسیقی شهر گراتس برای قطعهٔ «لحظهٔ منجمد شده»، ۲۰۰۱[۱۷]
- برندهٔ بورسیهٔ آهنگسازی اتریش، ۲۰۰۳[۶۹]
- برندهٔ تندیس بهترین موسیقی برای فیلم زنبورک در گام مینور، از دهمین جشن سینمای مستند ایران، ۱۳۹۷[۷۰]
- برندهٔ تندیس بهترین موسیقی برای فیلم آخرین نفس‌ها، از چهاردهمین دورهٔ جشنوارهٔ بین‌المللی سینما حقیقت، ۱۳۹۹[۷۱][۷۲]